# 第一胃パラケラトーシス
第一胃パラケラトーシス（だいいちいパラケラトーシス）とは第一胃粘膜において角化異常が認められる状態。第一胃上皮の重層扁平角化上皮の最外層に有核細胞が残存する。ウシでは濃厚飼料の多給や粗飼料の不足などが原因となり、肝膿瘍、全身性の膿瘍、血栓を併発しやすい。第一胃内のpHの低下が認められる。生前診断は困難。